# (6641) Bobross
(6641) Bobross – planetoida z grupy pasa głównego asteroid okrążająca Słońce w ciągu 4 lat i 231 dni w średniej odległości 2,78 j.a. Została odkryta 29 lipca 1990 roku przez Henry'ego Holta. Przed nadaniem nazwy planetoida nosiła oznaczenie tymczasowe (6641) 1990 OK2.